# 포샤 심프슨밀러

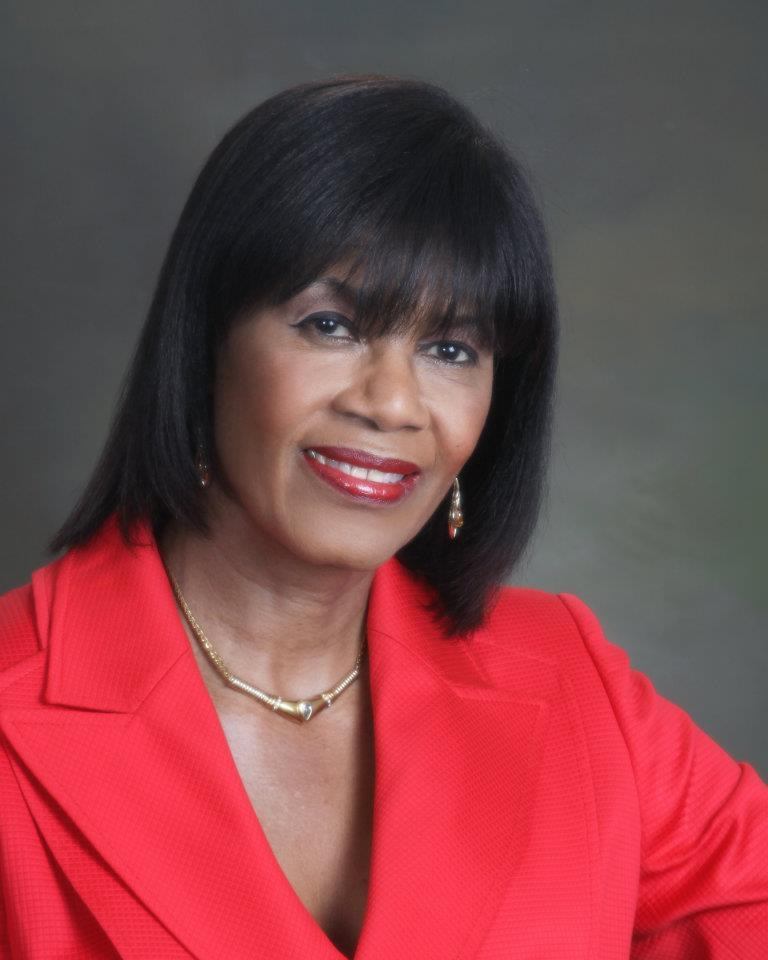

포샤 심슨 밀러 (Portia Lucretia Simpson-Miller, 1945년 12월 12일 ~ )는 자메이카의 정치인이다. 인민민족당의 대표이며, 2006년부터 2007년까지 2011년부터 2016년까지 자메이카의 총리를 지냈다.
2011년 12월 29일에 열린 자메이카 총선거에서 자메이카 노동당 후보 앤드루 홀니스를 누르고 자메이카 총리로 재선하였다. 2016년 총선에 패배하여 총리직을 사임하였다.

## 참고
1. ↑  JAMAICA ELECTIONS